# Samantha Stephens

Samantha Stephens es un personaje ficticio que aparece en la serie de televisión estadounidense "Bewitched" (conocida como "Hechizada" en algunos países de habla hispana), que se emitió desde 1964 hasta 1972. Samantha es una bruja que se casa con un hombre mortal llamado Darrin Stephens. La trama de la serie se centra en las complicaciones y situaciones cómicas que surgen debido a la vida de Samantha como bruja y su intento de llevar una vida normal de ama de casa.

## Historia
Samantha es una bruja casada con el mortal Darrin (Dick York | Dick Sargent), que descubre en su noche de bodas que su mujer posee poderes mágicos. A pesar de la negativa de su madre Endora (Agnes Moorehead), Samantha hace su vida diaria como una mortal más, por lo que suegra y yerno tendrán más de una disputa y Endora decide utilizar sus poderes para molestarle. Es entonces cuando Samantha le echará una mano a su marido y sacarle de cada embrujo que ella le lanza, puesto que es el padre de su hija Tabatha (Erin y Diane Murphy) y su hijo Adam (Greg y David Lawrence).
Posee un carácter dulce y una personalidad decidida,además de ser una mujer ocurrente para solucionar cada lío en el que se ve metida.
El padre de Samantha se llama Maurice, quien, a diferencia de su madre, apoya a su hija incondicionalmente.

## Características físicas

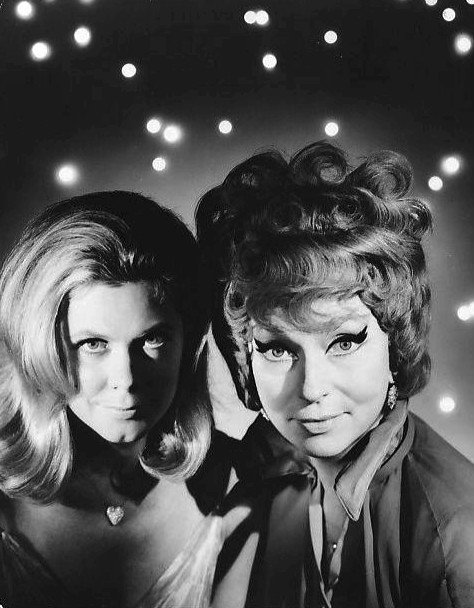
Elizabeth Montgomery y Agnes Moorehead en Bewitched, 1966.

Samantha posee cabello liso y rubio,es alta y tiene un  estilo de vestir conservador y prudente.
Su principal rasgo es su bella nariz respingada,la cual utiliza para sus múltiples brujería.Por otro lado,repetidas veces se le ha preguntado si conoce a un rinocirujano, el cual hace bellas narices,lo que es totalmente negativo puesto que siempre ha tenido una hermosa nariz.

## Caracterizaciones
La actriz Elizabeth Montgomery interpretó el papel de Samantha Stephens en la serie. "Bewitched" fue muy popular y se convirtió en un clásico de la televisión, recordado por su enfoque cómico en la interacción entre lo mágico y lo mundano en la vida cotidiana de los personajes.
En la película Bewitched del año 2005, Nicole Kidman interpreta a Isabel Bigelow, una bruja que desea llevar una vida normal y se muda a Los Ángeles. Sin embargo, en esta película, Isabel no es la misma Samantha Stephens que interpretó Elizabeth Montgomery en la serie de televisión original. Will Ferrell interpreta a Jack Wyatt, un actor que interpreta a Darrin Stephens en una versión moderna de "Bewitched" dentro de la película.